# Suho
Dans ce nom coréen, le nom de famille, Kim, précède le nom personnel.
Pour les articles homonymes, voir Kim.
Suho (coréen: 수호; hanja: 守護) né Kim Jun-myeon (coréen: 김준면; hanja: 金俊勉) le 22 mai 1991 à Séoul en Corée du Sud, est le leader du boys band sud-coréo-chinois EXO et l'un des chanteurs de son sous-groupe, EXO-K.

## Biographie

### Jeunesse
Suho est né à Séoul en Corée du Sud, le 22 mai 1991. Il a vécu à Séoul, dans la région d'Apgujeon avec sa famille. Pendant sa jeunesse, Suho était le président de classe à l'école primaire et le vice-président du corps étudiant de son école. Il est diplômé de la prestigieuse Whimoon High School où il  a excellé académiquement.
Il a été repéré par un agent de la SM Entertainment alors qu'il était encore au collège, et s'est vu offrir la possibilité de devenir stagiaire au sein du label en 2005. Il s'est entraîné au chant et en danse pendant six ans et 5 mois, jusqu'à ce qu'il soit sélectionné début 2011 pour faire partie du premier groupe de la SM Entertainement depuis 2009 : EXO.
La même année, Suho a commencé à fréquenter l'Université nationale des arts de Corée, mais il s'est retiré en 2011 et a poursuivi ses études à la Cyber Université Kyung Hee avec ses partenaires de groupe Chanyeol et Baekhyun et suit actuellement des cours pour le Département de l'administration des affaires culturelles et artistiques.

### 2012-2014: Début de carrière
Suho a été officiellement présenté comme dixième membre d'EXO le 15 février 2012. Le groupe a officiellement débuté le 8 avril 2012.
En 2013, Suho a doublé la voix du personnage principal de Bernard pour le film d'animation, "Sauvons le père Noël". Il a également enregistré la bande originale du film du même nom.
En février 2014, Suho devient un invité régulier pour le programme musical Inkigayo de la chaîne SBS aux côtés de Baekhyun, Hwang Kwanghee (membre des ZE:A) et de l'actrice Lee Yu-bi. Baekhyun et lui, quittent le programme en novembre 2014 pour se concentrer sur la sortie du deuxième album studio d'EXO.

### 2015-2019: Carrière d'acteur

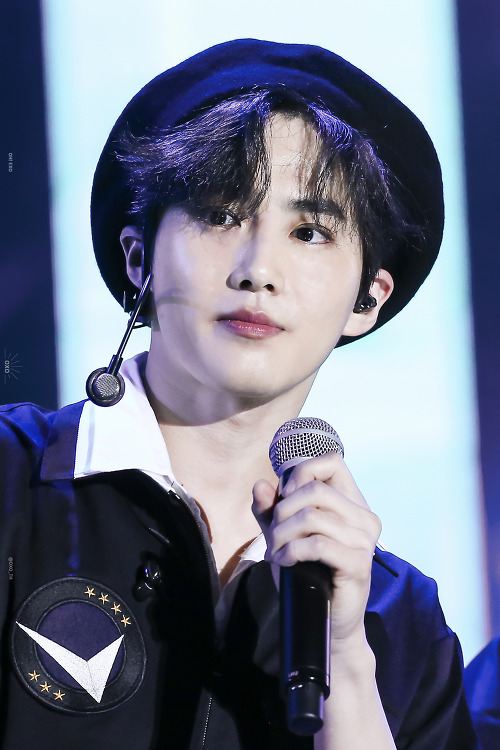
Suho au Asia Song Festival en septembre 2017.

En janvier 2015, il a joué dans la comédie musicale en hologramme "School OZ" aux côtés de Changmin, Key, Luna, Xiumin et de Seulgi.
En février 2016, Suho a fait une apparition dans le clip vidéo de Jo Kwon "Crosswalk (횡단보도)". En avril 2016, Suho a été annoncé pour être le rôle principal dans prochain drama "How Are You Bread". En juin 2016, Suho a collaboré avec Leeteuk, Kassy et le compositeur Cho Young Soo dans une chanson intitulée "My Hero (나의 영웅)", dans le cadre du projet SM Station. En août 2016, il a été confirmé que Suho sera le rôle principal dans le drama "The Universe's Star", réalisé par Kim Ji-hyun.
Le 26 janvier 2017, il a été révélé que Suho collaborera avec le pianiste Song Young-joo pour le dernier titre de la première saison du projet SM Station, la chanson s'intitule "커튼 (Curtain)" et est sortie le 3 février.
Fin septembre, il a été confirmé que Suho aura le rôle principal dans le prochain film "Student A". Par ailleurs, il a été la vedette principale dans la comédie musicale "The Last Kiss" où il a joué le rôle du prince héritier Rudolf aux côtés de Luna d'F(x) et de Leo de VIXX.
En 2018, Suho est revenu sur petit écran avec l'adaptation coréenne du drama japonais Rich Man, Poor Woman comme l'a annoncé SM Entertainment. Le chanteur a joué le rôle d'un fondateur d'une entreprise informatique, qui est interprété par Shun Oguri dans l'oeuvre originale. En mars, il a collaboré avec la chanteuse Jang Jae in dans deux duos intitulés "Do You Have A Moment" et "Dinner". Il a également été révélé que ces derniers ont participé à l’écriture des paroles des deux chansons,. Le même mois, son agence a confirmé que le chanteur jouera dans une autre comédie musicale, The Man Who Laughs, une adaptation du roman du même nom, il y interprétera le personnage principal Gwynplaine,. La première représentation lui a valu une ovation et un retour positif sur son rôle.
En octobre 2019, il joue dans le film "The Present", dans lequel il incarne Ha-neul un jeune entrepreneur, aux côtés de Shin Ha-kyun et de Kim Seul-gi.

### Depuis 2020: Début solo et enrôlement pour le service militaire
Le 19 février 2020, les médias sud-coréens ont annoncé que Suho sortirait sont tout premier mini-album solo courant mars. Plus tard, SM Entertainment a confirmé l'information. Le 6 mars, l'agence a annoncé que le chanteur ferait ses débuts en solo le 30 mars avec un premier mini-album intitulé Self-Portrait, il devrait être constitué de six titres au total. Une première image teaser a également été mise en ligne par ailleurs.
Le 4 mai, Suho a annoncé sur le site officiel du fanclub du groupe son départ pour l'armée prévu le 14 mai prochain. Il a achevé son service militaire le 13 février 2022.
Le 20 mars 2022, Suho a publié une mystérieuse vidéo teaser faisant allusion à une sortie à venir, avec comme légende :  "Enfin, l'homme enlève son costume gris.". La semaine précédente, après avoir été rentré de l'armée, le chanteur a partagé une lettre manuscrite à ses fans dans laquelle il a laissé entendre qu'il préparait déjà un "cadeau" spécial pour ses fans. Bien qu'il n'ait pas partagé plus de détails sur le cadeau qu'il avait en réserve, ce dernier a écrit: “J'espère que ce sera un cadeau qui vous fera sentir que ça valait la peine de m'attendre.”.
Le 10 mars, les médias sud-coréens ont annoncé que le chanteur ferait son retour avec un second mini-album solo prévu pour courant avril. Plus tard, SM Entertainment a confirmé l'information.
Le 23 mars, l'agence a annoncé que Suho ferait son comeback le 4 avril avec un second mini-album intitulé Grey Suit, il devrait être constitué de six titres au total. Une première image teaser a également été mise en ligne par ailleurs. Du 28 mars au 3 avril, des photos et vidéos teasers sont postées régulièrement. Le 1er avril, un premier teaser du clip est publié, ainsi qu'un second le 3. Enfin, le 4 avril, l'album est sorti dans les bacs ainsi que le clip musical de "Grey Suit", dont le titre est présenté comme single principal de l'EP. Cependant, le 6 avril, un teaser d'un second clip sort, le titre qui l'accompagne est "Hurdle". Le lendemain, le clip sort, faisant de ce titre, le second single du mini-album.

## Discographie

### Mini-albums
- 2020 : Self-Portrait
- 2022 : Grey Suit

## Filmographie

### Films
| Année | Titre                     | Rôle           | Note(s)                         |
| ----- | ------------------------- | -------------- | ------------------------------- |
| 2007  | Attack on the Pin-Up Boys | Danseur        | Caméo                           |
| 2013  | Sauvons le père Noël      | Bernard (voix) | Doublage coréen; rôle principal |
| 2016  | One Way Trip              | Sang-woo       | Rôle principal                  |
| 2018  | Student A                 | Hyun Jae-hee   | Rôle principal                  |
| 2019  | The Present               | Ha Neul        | Rôle principal                  |

### Dramas
| Année | Titre                      | Chaîne        | Rôle          | Note(s)                      |
| ----- | -------------------------- | ------------- | ------------- | ---------------------------- |
| 2012  | To the Beautiful You       | SBS           | Lui-même      | Apparition                   |
| 2014  | Le Premier Ministre et Moi | KBS2          | Han Tae-woong | Apparition; épisodes 10 à 12 |
| 2015  | EXO Next Door              | Seezn         | Suho          | Rôle secondaire              |
| 2017  | The Universe's Star        | MBC           | Woo-joo       | Rôle principal               |
| 2018  | Rich Man, Poor Woman       | MBN Dramax    | Lee Yoo-chan  | Rôle principal               |
| 2020  | How Are You Bread          | Naver TV Cast | Han Do-woo    | Rôle principal               |

### Émissions télévisées
| Année | Titre                             | Chaîne    | Rôle                   | Note(s)                                                         |
| ----- | --------------------------------- | --------- | ---------------------- | --------------------------------------------------------------- |
| 2012  | M! Countdown                      | Mnet      | Présentateur           | avec Kai le 12 avril 2012                                       |
| 2013  | Idol Star Athletics Championships | MBC       | Compétiteur            |                                                                 |
| 2013  | Star King                         | SBS       | Invité                 | Épisode 323, 324 et 326                                         |
| 2013  | Hello Counselor                   | KBS       | Invité                 | Épisode 131                                                     |
| 2013  | Immortal Songs 2                  | KBS       | Invité                 | Épisode 114                                                     |
| 2013  | Beatles Code 2                    | Mnet      | Invité                 |                                                                 |
| 2013  | Idol Star Athletics Championships | MBC       | Compétiteur            |                                                                 |
| 2013  | Three Turns                       | MBC       | Invité                 | avec Baekhyun                                                   |
| 2013  | We Got Married                    | MBC       | Invité                 | Épisode 32 avec Kai pour rendre visite au couple Taemin & Naeun |
| 2013  | Show Champion                     | MBC Music | Présentateur invité    | avec Xiumin et Amber le 12 décembre 2013                        |
| 2014  | Inkigayo                          | SBS       | Présentateur principal | avec Baekhyun du 2 février 2014 au 9 novembre 2014              |
| 2015  | Idol Star Athletics Championships | MBC       | Invité                 |                                                                 |
| 2015  | M! Countdown                      | Mnet      | Présentateur           | le 4 juin 2015                                                  |
| 2015  | Fluttering India                  | KBS       | Participant            |                                                                 |
| 2015  | Problematic Men                   | TVN       | Invité                 | Épisode 10                                                      |
| 2015  | King of Mask Singer               | MBC       | Invité                 |                                                                 |
| 2015  | Star King                         | SBS       | Invité                 |                                                                 |
| 2015  | Showbiz Korea                     | Arirang   | Invité                 |                                                                 |
| 2015  | What's The Deal, Mom?             | MBC       | Invité                 | Épisode 2                                                       |
| 2016  | Fantastic Duo                     | SBS       | Invité                 | Épisodes 3 et 4 avec Baekhyun, D.O., Chanyeol, Xiumin et Chen   |
| 2016  | Duet Song Festival                | MBC       | Concurrent             | Épisode 10                                                      |
| 2016  | Inkigayo                          | SBS       | Présentateur           | avec Baekhyun le 12 juin 2016                                   |
| 2016  | Happy Together                    | KBS       | Invité                 | avec Chanyeol et Chen                                           |
| 2016  | Cool Kiz On The Block 阳光艺体能  | HBTV      | Invité                 | avec Baekhyun, Chanyeol, Xiumin, Chen et D.O.                   |
| 2016  | Idol Chef King                    | MBC       | Concurrent             | avec Baekhyun                                                   |
| 2016  | The Return of Superman            | KBS       | Apparition             | avec Chen et Xiumin                                             |
| 2017  | Idol Star Athletics Championships | MBC       | Compétiteur            | avec Chanyeol et Sehun                                          |
| 2017  | Hello Counselor                   | KBS       | Invité                 | avec Sehun                                                      |

### Émissions de radios
| Année | Titre                      | Rôle      | Chaîne          | Note(s)                                                   |
| ----- | -------------------------- | --------- | --------------- | --------------------------------------------------------- |
| 2013  | SoundK                     | Invité    | Arirang Radio   | avec Baekhyun, Kris et Chen                               |
| 2013  | Shim Shim Tapa             | Invité    | MBC Standard FM | avec D.O.                                                 |
| 2013  | Cultwo Show                | Invité    | SBS Power FM    | avec Lay, Baekhyun, Kris, Chanyeol, D.O., Xiumin et Kai   |
| 2013  | Sukira Kiss the Radio      | Animateur | KBS Cool FM     | avec Kai                                                  |
| 2013  | Younha's Starry Night      | Invité    | MBC Standard FM | avec Chanyeol                                             |
| 2015  | Cultwo Show                | Invité    | SBS Power FM    | avec Baekhyun, Sehun, Chen, Chanyeol, D.O., Xiumin et Kai |
| 2015  | Jonghyun's Bluenight Radio | Invité    | MBC Standard FM | avec Chen et Chanyeol                                     |
| 2015  | Shim Shim Tapa             | Animateur | MBC Standard FM | avec D.O.                                                 |
| 2015  | Sukira Kiss the Radio      | Animateur | KBS Cool FM     |                                                           |
| 2016  | Cultwo Show                | Invité    | SBS Power FM    | avec Ji Soo et Kim Hee-chan                               |
| 2017  | Park Jiyoon Music Plaza    | Invité    | KBS Cool FM     |                                                           |
| 2017  | Jonghyun's Bluenight Radio | Invité    | MBC FM4U        |                                                           |

### Apparition dans des clips vidéos
| Année | Titre                                    | Artiste(s)             |
| ----- | ---------------------------------------- | ---------------------- |
| 2008  | "HaHaHa Song"                            | TVXQ                   |
| 2014  | "To Mother" (remake)                     | g.o.d                  |
| 2014  | "Saving Santa"                           | Suho et Eunji          |
| 2015  | "12:25 (Wish List)"                      | f(x)                   |
| 2016  | "Crosswalk (횡단보도)"                   | Jo Kwon                |
| 2016  | "My Hero (나의 영웅)"                    | Suho, Leeteuk et Kassy |
| 2016  | "Beautiful Accident"                     | Suho et Chen           |
| 2017  | "커튼 (Curtain)"                         | Suho et Song Young-joo |
| 2018  | "실례해도 될까요 (Do You Have A Moment)" | Suho et Jang Jae in    |
| 2018  | "Dinner"                                 | Suho et Jang Jae in    |

### Comédies musicales
| Année       | Titre              | Rôle                    | Note(s)        |
| ----------- | ------------------ | ----------------------- | -------------- |
| 2015        | School OZ          | Hans                    | Rôle principal |
| 2017        | The Last Kiss      | Prince Rudolf           | Rôle principal |
| 2018 / 2020 | The Man Who Laughs | Gwynplaine              | Rôle principal |
| 2023        | Mozart!            | Wolfgang Amadeus Mozart | Rôle principal |

## Récompenses et nominations

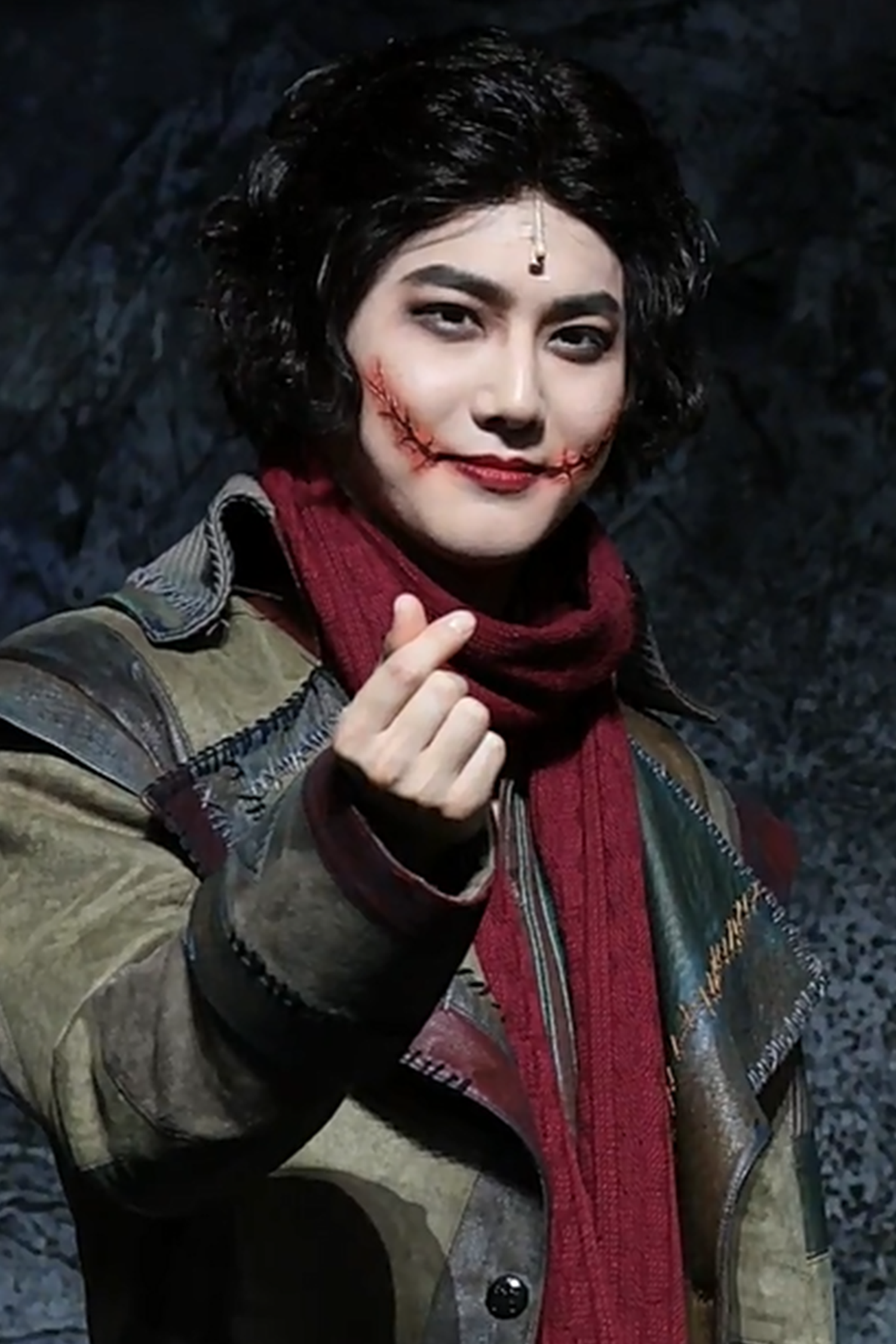
Suho dans The Man Who Laughs, en 2018 : le rôle de Gwynplaine lui a permis de décrocher plusieurs prix.

| Année | Cérémonie                                  | Catégorie                            | Travail nommé                                               | Résultat   |
| ----- | ------------------------------------------ | ------------------------------------ | ----------------------------------------------------------- | ---------- |
| 2016  | 52e Baeksang Arts Awards                   | Most Popular Actor                   | One Way Trip                                                | Nomination |
| 2016  | Click! Star Wars Awards                    | Popular K-Pop Star Award             |                                                             | Lauréat    |
| 2018  | 7e YeGreen Musical Awards                  | Best New Male Actor Award            | The Man Who Laughs                                          | Nomination |
| 2018  | 7e YeGreen Musical Awards                  | Popularity Award                     | The Man Who Laughs                                          | Lauréat    |
| 2018  | 9e MelOn Music Awards                      | Hot Trend Award                      | "실례해도 될까요 (Do You Have A Moment)" (avec Jang Jae in) | Nomination |
| 2018  | Stagetalk Audience Choice Awards           | Best Male Rookie Musical Actor Award | The Man Who Laughs                                          | Lauréat    |
| 2019  | Asia Culture Awards                        | Male Rookie Actor                    | The Man Who Laughs                                          | Lauréat    |
| 2019  | 3e Korea Musical Awards                    | Best Male Rookie Actor               | The Man Who Laughs                                          | Nomination |
| 2019  | International Film Festival & Awards Macao | Token of Appreciation                |                                                             | Lauréat    |
| 2019  | JIMFF Awards                               | Discovery of the Year - Male Actor   | Student A                                                   | Lauréat    |
| 2019  | DIMF Awards                                | DIMF PR Ambassador                   |                                                             | Lauréat    |
| 2020  | 11e Gaon Chart Music Awards                | Artist of the Year - March           | "Let's Love"                                                | Nomination |
| 2020  | 11e Gaon Chart Music Awards                | MuBeat Global Choice Award - Male    |                                                             | Nomination |
| 2020  | 3e Genie Music Awards                      | Artist of the Year                   | Nomination                                                  |            |
| 2020  | 35e Golden Disc Awards                     | Disc Bonsang                         | Self-Portrait                                               | Nomination |
| 2020  | 11e MelOn Music Awards                     | Netizen Popularity Award             |                                                             | Nomination |
| 2020  | 11e MelOn Music Awards                     | Top 10 Artists                       | Nomination                                                  |            |
| 2020  | 11e MelOn Music Awards                     | Best Rock                            | "Let's Love"                                                | Nomination |
| 2022  | 32e Seoul Music Awards                     | Main Award (Bonsang)                 |                                                             | Nomination |
| 2022  | 32e Seoul Music Awards                     | Popularity Award                     | Nomination                                                  |            |
| 2022  | 32e Seoul Music Awards                     | K-wave Popularity Award              | Lauréat                                                     |            |